# Condado de DeSoto (Misisipi)
El condado de DeSoto (en inglés: DeSoto County), fundado en 1836, es un condado del estado estadounidense de Misisipi. En el año 2000 tenía una población de 107 199 habitantes con una densidad poblacional de 87 personas por km². La sede del condado es Hernando. Forma parte del área metropolitana de Memphis.

## Geografía
Según la Oficina del Censo, el condado tiene un área total de 1287 km² (496,9 mi²), de la cual 1238 km² (478 mi²) es tierra y 49 km² (18,9 mi²) es agua. El río Misisipi atraviesa el condado.

## Demografía
En el 2000 la renta per cápita promedia del condado era de 48 206 $, y el ingreso promedio para una familia era de 53 590 $. El ingreso per cápita para el condado era de 20 468 $. En 2000 los hombres tenían un ingreso per cápita de 38 032 $ frente a $26 474 $ para las mujeres. Alrededor del 5,60% de la población estaba bajo el umbral de pobreza nacional.

## Condados adyacentes
- Condado de Shelby, Tennessee (norte)
- Condado de Crittenden, Arkansas (oeste)
- Condado de Tunica (sur)
- Condado de Tate (sur)
- Condado de Marshall (este)

## Localidades
Ciudades y pueblos
- Hernando
- Horn Lake
- Olive Branch
- Southaven
- Walls
- Memphis

Lugares designados por el censo
- Bridgetown
- Lynchburg

Áreas no incorporadas
- Cockrum
- Days
- Eudora
- Lake Cormorant
- Lake View
- Lewisburg
- Love
- Mineral Wells
- Nesbit
- Norfolk
- Pleasant Hill
- West Days

## Principales carreteras
- Interestatal 55
- Interestatal 69
- Interestatal 269
- U.S. Route 51
- U.S. Route 61
- U.S. Route 78 (Interestatal 22)